# Rembarunga
Rembarunga är ett australiskt språk som talades av 69 personer år 1996. Rembarunga talas i Nordterritoriet. Rembarunga tillhör de gunwingguanska språken.